# 金雁
金雁（1954年—），女，山东定陶人。中華人民共和國一位蘇聯、东欧、俄羅斯歷史研究學者。丈夫是秦暉。曾任陕西师范大学教授，后任中国政法大学人文学院教授，博士生导师，目前已退休。

## 生平
1977年9月毕业于兰州大学外语系，1982年1月兰州大学苏联史硕士研究毕业，同年在陕西师大历史系苏联史研究室工作。1990年前往波兰罗兹大学、华沙大学合作研究，1992年4月回国。
曾任中共中央马列主义编译局研究院苏联东欧处处长、俄罗斯研究中心执行主任、教授，中国苏联东欧史研究会秘书长、国务院发展研究中心欧亚所特邀研究员。主要研究方向为苏俄史、东欧史，对十月革命、俄罗斯与东欧国家的改革等问题有独到的研究与见解。

## 著作
主要著作有：
- 《农村公社、改革与革命：村社传统与俄国现代化道路》
- 《田园诗与狂想曲：关中模式与前近代中国社会再认识》（与秦晖合著）
- 《新饿乡纪程》
- 《苏俄现代化与改革研究》
- 《火凤凰与猫头鹰》
- 《经济转轨与社会公正》
- 《十年沧桑：东欧诸国的经济社会转型与思想变迁》
- 《倒转红轮：俄国知识分子的心路回溯》
- 《从“东欧”到“新欧洲”： 20年转轨再回首》
- 《东欧札记二种：又见〈火凤凰与猫头鹰〉和〈新饿乡纪程〉》
- 《雁过留声：我的青葱岁月》